# Luis Barbero
Luis Barbero Fernández (Madrid, 8 de agosto de 1916 - Madrid, 3 de agosto de 2005) fue un actor español.

## Biografía
Nacido en el seno de una familia de artistas, su padre era director de una orquesta de zarzuela. Tras estudiar piano y aparejador, decide dedicarse profesionalmente al mundo del espectáculo debutando sobre las tablas el 24 de diciembre de 1939 con la zarzuela El rey que rabió, de Ruperto Chapí.
En sus primeros años como actor, participa como tenor cómico en los espectáculos de ases líricos que dirige Salvador Videgain y maestro del género chico, para luego pasar a las compañías cómicas de Loreto Prado y Enrique Chicote. Pionero también del denominado café teatro, no debutaría en el cine hasta el año 1957 con la película El hombre que viajaba despacito, de Joaquín Luis Romero Marchent. A partir de ese momento, se consolida como uno de los grandes actores secundarios del cine español, casi siempre en papeles cómicos, aprovechando su físico menudo y aire bonachón.
Presente también en televisión, participó en numerosas series y espacios dramáticos, como La casa de los Martínez (1967-1968), Estudio 1, Un, dos, tres... responda otra vez (1976-1977), La banda de Pérez (1997) o los infantiles Hoy también es fiesta (1973-1974), Fiesta (1974).
Mantuvo además su presencia sobre los escenarios, pudiendo destacarse su interpretación de Don Basilio en Doña Clarines (1979), de los Hermanos Álvarez Quintero, junto a Ana Mariscal, El rayo (1990), de Pedro Muñoz Seca, con Julia Trujillo o Usted puede ser un asesino (1994), de Alfonso Paso.
Tras haber trabajado en más de cien películas, curiosamente el papel que más popularidad le reportó fue uno de los últimos que interpretó, el de Matías Poyo, el inseparable amigo del Abuelo Manolo (Pedro Peña) en la serie Médico de familia (1995-1999).

## Muerte
Falleció el 3 de agosto de 2005 a la edad de 88 años a causa de un infarto de miocardio. Fue enterrado en el Cementerio de la Almudena en Madrid.

## Filmografía (selección)
El prestigio ganado en teatro le hace ser uno de los secundarios más requeridos del cine nacional.
| - El hombre que viajaba despacito (1957). - Historias de Madrid (1958) - El día de los enamorados (1959). - La gran familia (1962). - Vuelve San Valentín (1962). - Marisol rumbo a Río (1963). - Búsqueme a esa chica (1965). - Mi canción es para ti (1965). - Cabriola (1965). - Jugando a morir (1966). - ¿Qué hacemos con los hijos? (1967) - Las siete vidas del gato (1970). - Cateto a babor (1970). - Una chica casi decente (1971). - Las Ibéricas F.C. (1971). - El sobre verde (1971). - Mi querida señorita (1972). - Ligue Story (1972). - La curiosa (1973). - El abuelo tiene un plan (1973). - Y si no, nos enfadamos (1974). - Señora doctor (1974). - Zorrita Martínez (1975) - No quiero perder la honra (1975) - Mi mujer es muy decente, dentro de lo que cabe (1975). - El mejor regalo (1975). | - Una abuelita de antes de la guerra (1975). - Haz la loca... no la guerra (1976). - Eva, limpia como los chorros del oro (1977). - Celedonio y yo somos así (1977). - Donde hay patrón...(1978). - Los bingueros (1979). - Historia de 'S' (1979). - ¿Dónde estará mi niño? (1981). - La tía de Carlos (1981). - Los autonómicos (1982). - Loca por el circo (1982). - Chispita y sus gorilas (1982). - Le llamaban J.R. (1982). - En busca del huevo perdido (1982). - La colmena (1982). - Agítese antes de usarla (1983). - Las autonosuyas (1983). - Cuando Almanzor perdió el tambor (1984). - ¡Qué tía la C.I.A.! (1985). - El Lute: camina o revienta (1987). - Las cosas del querer (1989). - Yo soy ésa (1990). - El rey pasmado (1991). |

## Trayectoria en televisión
| - Splunge (2005) - Calígula (29 de mayo de 2001) - Manos a la obra - Un chico con Ángel (2000) - 7 vidas - Yo viendo piedras (1999) - La banda de Pérez - Éste es mi barrio - Bisnes son bisnes (1 de enero de 1996) - Médico de familia (1995-1999) - ¡Ay, Señor, Señor! - El hábito no hace al monje (1 de enero de 1994) - Los ladrones van a la oficina - Con la Iglesia topamos (1 de enero de 1993) - Volver - ' Lleno por favor(serie de televisión 1993) - Volver - Farmacia de guardia - El elixir de larga vida (1 de enero de 1991) - Primera función - El cianuro... ¿solo o con leche? (30 de marzo de 1989) - Los mundos de Yupi (1988) - Tarde de teatro - ¡Sublime decisión! (17 de julio de 1987) - Un marido de ida y vuelta (14 de diciembre de 1986) - La comedia musical española - Las leandras (15 de octubre de 1985) - La Comedia - Tú y yo somos tres (25 de octubre de 1983) - La señorita de Trevélez (24 de enero de 1984) - Anillos de oro - El país de las maravillas (11 de noviembre de 1983) - Teatro breve - Los milagros del jornal (15 de noviembre de 1979) | - Telecomedia - El emigrante (23 de enero de 1979) - Este señor de negro - Eternos rivales (3 de diciembre de 1975) - Noche de teatro - La jaula (27 de septiembre de 1974) - Los pintores del Prado - Murillo: La Virgen Niña (12 de junio de 1974) - Fiesta (1974) - Hoy también es fiesta (1973-1974) - Un, dos, tres... responda otra vez - El terror (4 de diciembre de 1972) - Nochevieja 1982 (31 de diciembre de 1982) - La feria de Sevilla (15 de abril de 1983) - Estudio 1 - La casa de Sam Ego (20 de marzo de 1971) - Historia de un adulterio (29 de marzo de 1974) - Guillermo Hotel (4 de abril de 1979) - Delito en la Isla de las Cabras (9 de marzo de 1980) - Señora Ama (14 de diciembre de 1980) - Margarita y los hombres (1 de mayo de 1981) - El perro del hortelano (8 de mayo de 1981) - Malvaloca (17 de enero de 1983) - Hora once - El hombre que vendió su sombra (24 de octubre de 1970) - Una cortina de humo (27 de agosto de 1973) - La risa española - La plasmatoria (18 de abril de 1969) - La familia Colón - A Elena le sienta bien el luto (17 de marzo de 1967) |

## Premios
Medallas del Círculo de Escritores Cinematográficos
| Año  | Categoría              | Película   | Resultado |
| ---- | ---------------------- | ---------- | --------- |
| 1982 | Mejor actor de reparto | La colmena | Ganador   |